# Jake Cabell
Jake Cabell amerikai amerikaifutball-játékos és -edző, 1992-ben a Southwestern Moundbuilders, 2011-ben pedig a tennessee-i West Creek középiskola vezetőedzője.

## Játékosként
1972-ben a North Carolina Central Eaglesnél játszott, majd 1973-ban a Ferrumi Főiskolán felsőoktatási szakképesítést szerzett. 1975–1976-ban a Nebraska Cornhuskers cornerbackje volt.

## Edzőként
1992-ben a Southwestern Moundbuilders vezetőedzője volt. Az Eastern Washington Eaglesnél, az Oregon State Beaversnél, illetve a Tennessee State Tigersnél is töltött be pozíciókat; utóbbi csapatnál felettese felfüggesztése miatt egy mérkőzésre ideiglenesen vezetőedzővé nevezték ki. 2010-ben a North Carolina Central Eagles defensive backjeinek edzője volt.

## Eredményei vezetőedzőként
| Szezon                                                             | Eredmény                                                           | Eredmény                                                           | Helyezés                                                           |
| Szezon                                                             | Összesen                                                           | Konferencia                                                        | Helyezés                                                           |
| Southwestern Moundbuilders (Kansas Collegiate Athletic Conference) | Southwestern Moundbuilders (Kansas Collegiate Athletic Conference) | Southwestern Moundbuilders (Kansas Collegiate Athletic Conference) | Southwestern Moundbuilders (Kansas Collegiate Athletic Conference) |
| ------------------------------------------------------------------ | ------------------------------------------------------------------ | ------------------------------------------------------------------ | ------------------------------------------------------------------ |
| 1992                                                               | 5–4                                                                | 5–3                                                                | T-3.                                                               |

## Fordítás
- Ez a szócikk részben vagy egészben  a   Jake Cabell című angol Wikipédia-szócikk ezen változatának fordításán alapul.  Az eredeti cikk szerkesztőit annak laptörténete sorolja fel. Ez a jelzés csupán a megfogalmazás eredetét és a szerzői jogokat jelzi, nem szolgál a cikkben szereplő információk forrásmegjelöléseként.